# Bülowstraße (metrostation)
Bülowstraße is een station van de metro van Berlijn, gelegen in de gelijknamige straat in het Berlijnse stadsdeel Schöneberg. Het viaductstation werd geopend op 11 maart 1902 aan de eerste Berlijnse metrolijn, het zogenaamde stamtracé. Station Bülowstraße is tegenwoordig onderdeel van lijn U2.
Het zandstenen jugendstilstation werd ontworpen door Bruno Möhring, die ook tekende voor enkele stations van de Wuppertaler Schwebebahn. Vanwege het groeiende aantal reizigers werden de perrons in 1928-1929 verlengd en kreeg het station een tweede uitgang aan de oostzijde. Het station is opgenomen op de monumentenlijst.
Ten oosten van station Bülowstraße zwenkt het metroviaduct naar het noorden van de straat om de Lutherkirche aan de Dennewitzplatz te passeren. Aan dit plein deed zich nog een bijzonderheid voor: om de lijn richting de Gleisdreieck te leiden moest een gesloten huizenblok doorkruist worden. De Hochbahngesellschaft kocht hiertoe een van de gebouwen op en liet hierin een opening maken, waar het metroviaduct doorheengeleid werd. In de Tweede Wereldoorlog werd het huizenblok verwoest, waardoor de Hausdurchfahrt verdween.
Tijdens de Tweede Wereldoorlog werd ook het metrostation aan de Bülowstraße ernstig beschadigd, maar na de oorlog nam men het weer in gebruik. Na de bouw van de Berlijnse Muur in 1961 werd het metronet in tweeën gedeeld. Dit betekende een splitsing van de lijn naar Pankow, waartoe station Bülowstraße behoorde. Aanvankelijk reden de treinen nog naar het West-Berlijnse eindpunt Gleisdreieck, ten oosten van Bülowstraße. In 1972 werd de dienst echter tot Wittenbergplatz ingekort; het bovengrondse tracé door Schöneberg, waaronder station Bülowstraße, werd gesloten.
In het viaductstation werd aan het eind van de jaren 1970 tot tweemaal toe zonder succes een markt ingericht. Vanaf september 1980 deed het metrostation dienst als Turkse bazaar, een concept dat wel aansloeg. Over het ongebruikte metroviaduct ging een pendeltram rijden tussen de stations Bülowstraße en Nollendorfplatz, waar sinds 1975 een vlooienmarkt bestond. Na de val van de Muur moesten de vlooienmarkt, de bazaar en de tramlijn in 1993 wijken voor de herindienstname van de U2. Voor deze gelegenheid werd het bijna honderd jaar oude en de monumentenstatus genietende station Bülowstraße in zijn oude glorie hersteld.

## Afbeeldingen

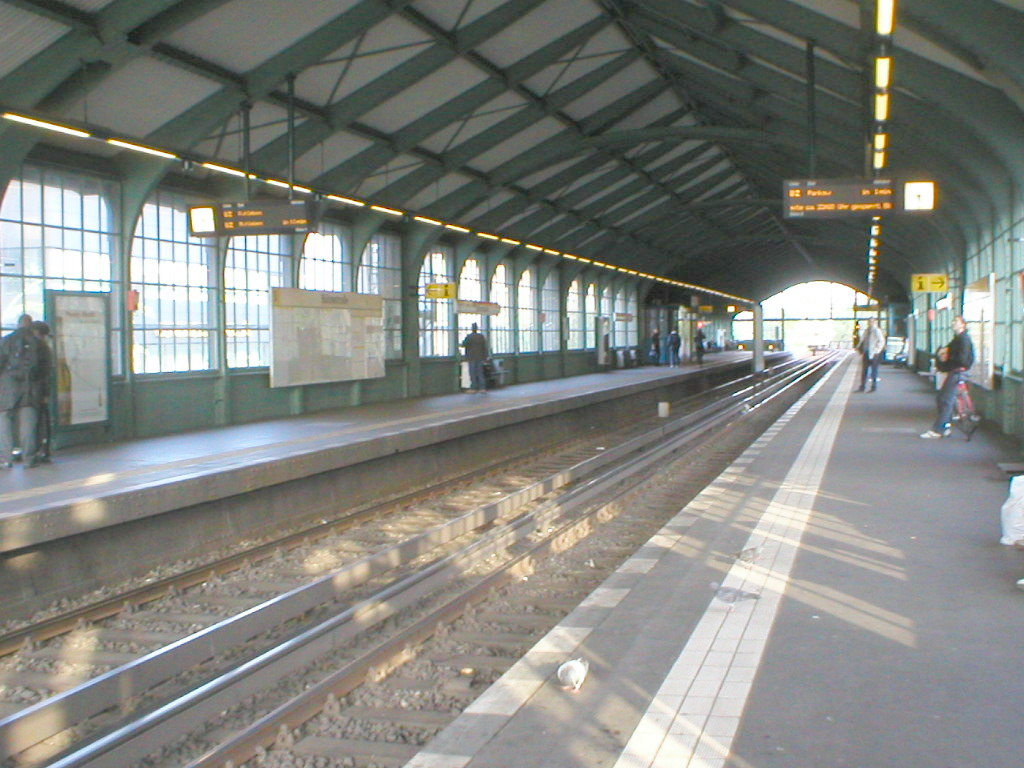
Sporen en perrons
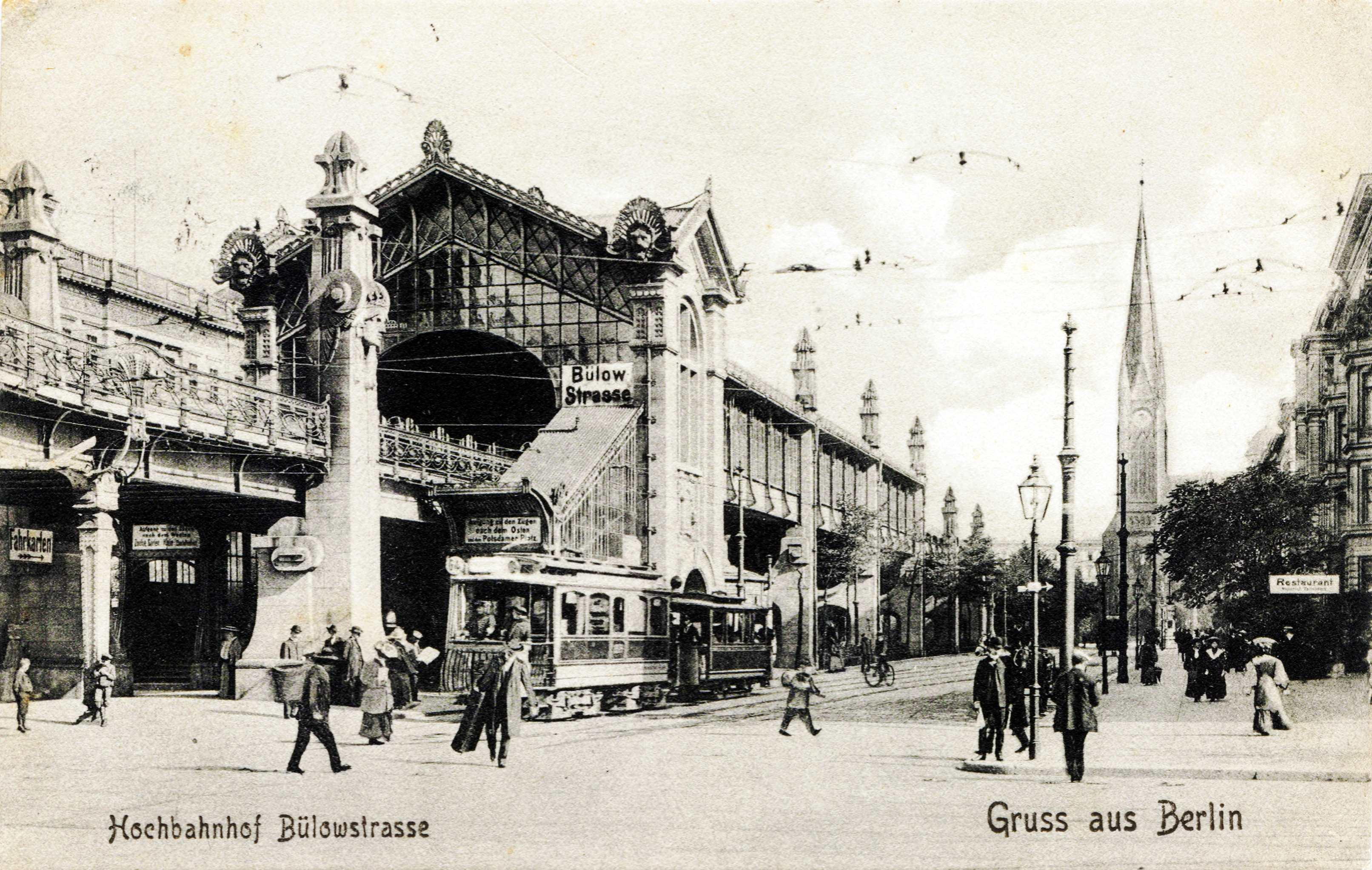
Buitenaanzicht van het station aan het begin van de 20e eeuw